# Philipp Moschitz
Philipp Moschitz (* 25. Februar 1985 in Osnabrück) ist ein deutscher Schauspieler, Sänger und Regisseur.

## Werdegang
Er studierte zwischen 2004 und 2008 an der Theaterakademie August Everding.  2017 erhielt er für seine Regiearbeit „Das Abschiedsdinner“ den Monica-Bleibtreu-Preis.

## Filmografie
- 2010: Die Rosenheimcops
- 2010: Tatort
- 2012: Sturm der Liebe
- 2012: In aller Freundschaft
- 2014: München 7